# کردلر، جبراییل
کردلر (ترکی آذربایجانی: Kürdlər) یک منطقهٔ مسکونی در جمهوری آرتساخ است که در استان هادروت واقع شده‌است.